# Ербас А320neo фамилија
Ербас A320neo фамилија (енгл. Airbus A-320neo family) је унапређена верзија авиона А320 фамилије коју развија компанија Ербас. Ознака „neo“ у имену означава нову опцију мотора (New Engine Option). Највећа разлика у односу на старе моделе је употреба већих, ефикаснијих мотора за које Ербас тврди да троше 15% мање горива, смањују трошкове одржавања за 8%, док је ниво буке и емисије азотних оксида умањен бар 10% у односу на старе моделе А320 фамилије. Авио компаније ће моћи да бирају између мотора CFM International LEAP и Pratt & Whitney PW1000G. Осим мотора доћи ће и до других модификација летелице: додатак граничних плоча (Sharklets) на врхове крила за смањење аеродинамичког отпора, као и модификације унутар кабине ради већег комфора за путнике.
Први А320neo изашао је из фабрике Ербаса у Тулузу 1. јула 2014. године, а први лет уследио је 25. септембра исте године. Сертификован је од стране EASA и FAA 24. новембра 2015. године. Први А320neo достављен је немачкој Луфтханзи 20. јануара 2016. године, а у комерцијалној употреби је од 25. јануара.

## Варијанте
Ербас је одлучио да понуди три варијанте унапређене neo фамилије. У развој ће ући модели А319, А320 и А321 док је развој модела А318 одложен и можда ће се понудити у будућности.
- А319 – први купац је Катар ервејз[11]
- А320 – први купац је Луфтханза[12]
- А321 – први купац је ИЛФЦ[13]
- – Варијанта A321neo са додатним резервоарима за гориво и увећаним теретним капацитетом. Air Lease Corp. (ALC) је први купац.[14]

#### 
Варијанта А321neo LR (енгл. Long-Range), са увећаном максималном полетном масом од 97 тона, може да превезе 206 путника у распореду са две класе, и има увећани долет од 7.400 km. Ово се постиже уградњом три додатна резервоара, од којих је сваки капацитета 2.990 литара. Уколико се летелица опреми са 164 седишта у две класе (премијум економска и економска), долет се увећава на 7.600 km. Ербас предвиђа да ће А321LR у поређењу са Боингом 757-200W бити економичнији за 25–30%, зависно од броја седишта, на рутама на којима употреба широкотрупних летелица није економски исплатива. Боинг је изјавио да тренутно не ради на развоју одговора на А321LR, односно летелица 757MAX (Боинг 757 са новим моторима), 737MAX-9, или широкотрупних 767 и 787.

## Поруџбине
Од лансирања на тржиште у децембру 2010. године авио-компаније су поручиле преко 4.450 летелица A320neo је овај модел постао најпродаванији авион у историји комерцијалне авијације. Највише летелица наручиле су следеће авио-компаније: IndiGo (430), AirAsia (250), Lion Air (183), ILFC (150), ALC (140), Avianca Holding (133), Американ ерлајнс (130), Изиџет (130), GECAS (120), Виз ер (110), Луфтханза (101), Норвиџан ер шатл (100), Теркиш ерлајнс (92).
Српски национални авио превозник, Ер Србија има 10 поручених летелица типа А320neo, са почетком испоруке 2018. године.

## Карактеристике
Наведене карактеристике су прелиминарне док се не утврди коначна конфигурација летелица.
|                         | А319                                                  | А320                                                             | А321/А321                                             |
| ----------------------- | ----------------------------------------------------- | ---------------------------------------------------------------- | ----------------------------------------------------- |
| Чланова посаде          | Два                                                   | Два                                                              | Два                                                   |
| Капацитет седишта       | 160 (максимално) 140 (две класе)                      | 195 (сертификован) 189 (максимално, једна класа) 165 (две класе) | 240 (максимално) 206 (две класе, А321LRneo)                |
| Дужина                  | 33,84                                                 | 37,57                                                            | 44,51                                                 |
| Размах крила            | 35,8                                                  | 35,8                                                             | 35,8                                                  |
| Висина                  | 11,76                                                 | 11,76                                                            | 11,76                                                 |
| Ширина трупа            | 3,95                                                  | 3,95                                                             | 3,95                                                  |
| Висина трупа            | 4,14                                                  | 4,14                                                             | 4,14                                                  |
| Ширина кабине           | 3,7                                                   | 3,7                                                              | 3,7                                                   |
| Крстарећа брзина        | 0,78 Маха (828 на 11.000 )                            | 0,78 Маха (828 на 11.000 )                                       | 0,78 Маха (828 на 11.000 )                            |
| Максимална брзина       | 0,82 Маха (871 на 11.000 )                            | 0,82 Маха (871 на 11.000 )                                       | 0,82 Маха (871 на 11.000 )                            |
| Максимална полетна маса | 75,5 t                                                | 79                                                               | 93,5 tА321LRneo: 97 t                                        |
| Капацитет горива        | 23.859 L (стандардно) 29.659 (опционо)                | 23.859 (стандардно) 29.659 (опционо)                             | 23.700 (стандардно) 29.684 (опционо) 32.676 (А321)    |
| Максималан долет        | 7.800 km                                                | 6.900 km                                                           | 6.760 km(7.400 верзија)                                 |
| Мотори (×2)             | CFM International LEAP-1A или Pratt & Whitney PW1000G | CFM International LEAP-1A или Pratt & Whitney PW1000G            | CFM International LEAP-1A или Pratt & Whitney PW1000G |
| Пречник ротора          | PW: 2,06 ; LEAP-1A: 1,98                              | PW: 2,06 ; LEAP-1A: 1,98                                         | PW: 2,06 ; LEAP-1A: 1,98                              |
| Потисак                 | PW: 110–160 ; LEAP-1A: 109–146                        | PW: 110–160 ; LEAP-1A: 109–146                                   | PW: 110–160 ; LEAP-1A: 109–146                        |

Извори: Ербас, Airliners.net, Flightglobal.com, Pratt & Whitney, .